# Marek Stolarski

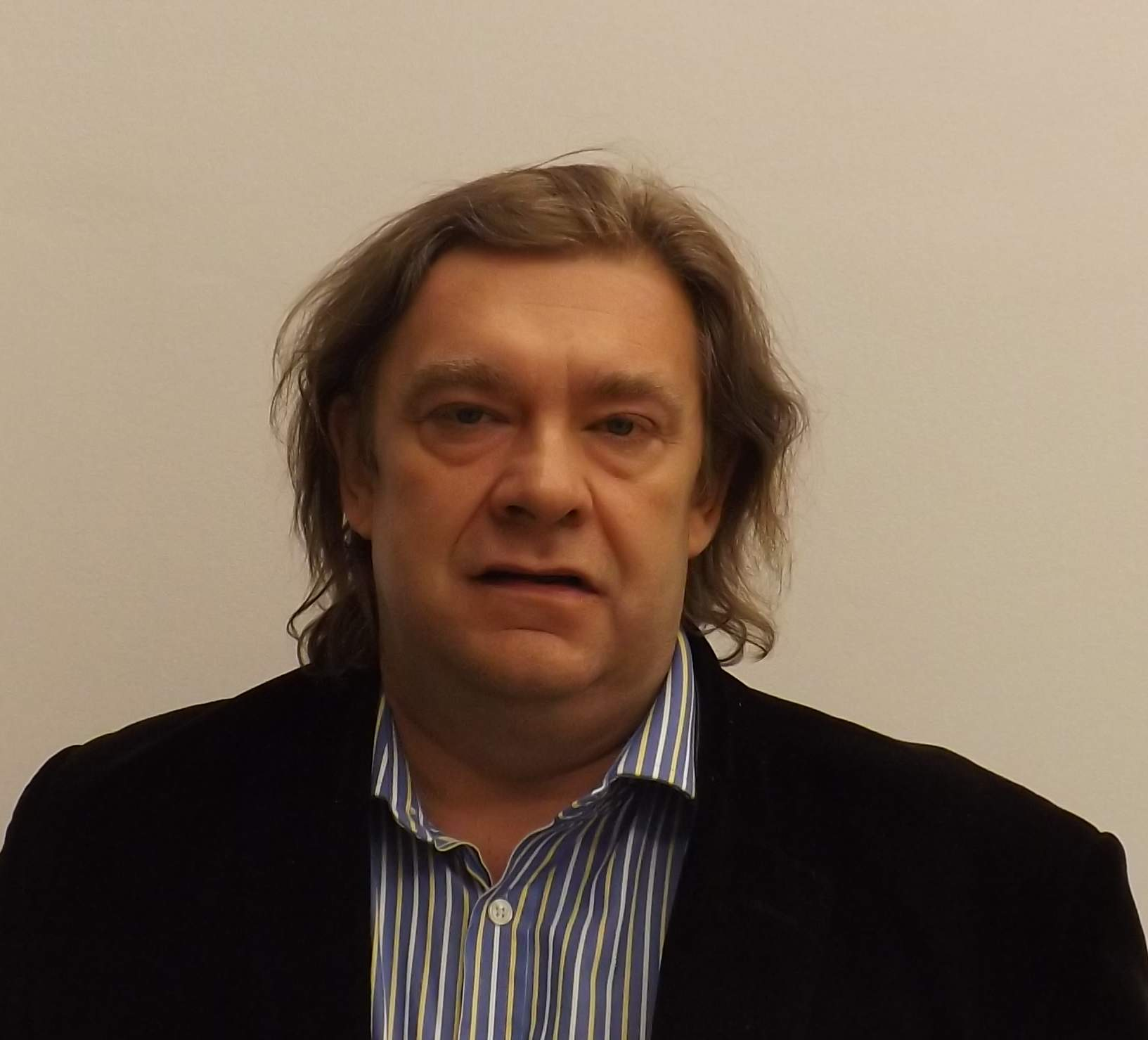
Marek Stolarski

Marek Janusz Stolarski (* 4. März 1963 in Bytom) ist ein polnischer Politiker der Ruch Palikota (Palikot-Bewegung).
Marek Stolarski wurde in Bytom geboren, wuchs aber in Gliwice auf wo er auch heute (2012) noch lebt.
Er studierte Politikwissenschaft mit dem Schwerpunkt Europastudien an der Schlesischen Universität in Katowice und schloss sein Studium 2008 mit einem Magister ab. Im selben Jahr wurde Marek Stolarski Regionalleiter eines Finanzberatungsunternehmens und erhielt die Lizenz der polnischen Finanzaufsicht.
Er war Mitglied des Bundes der Demokratischen Linken, wechselte aber zur Ruch Palikota und war dort beim Aufbau der Strukturen engagiert. Bei den Parlamentswahlen 2011 trat er auf der Liste der Ruch Palikota an. Dabei stimmten 12.739 Wähler im Wahlkreis 29 Gliwice für ihn, womit er ein Mandat für den Sejm erhielt. Im Sejm arbeitet er in den Ausschüssen für Umweltschutz, natürliche Ressourcen und Forst sowie Körperkultur, Sport und Tourismus (Stand März 2012).